# Candelaria Molfese

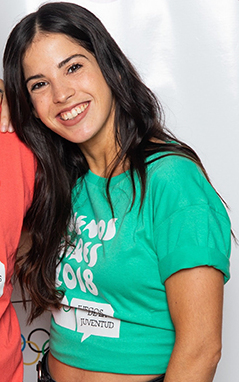
Candelaria Molfese, 2018

Candelaria Molfese (* 3. Januar 1991 in Buenos Aires) ist eine argentinische Schauspielerin, Sängerin, YouTuberin und Tänzerin.

## Karriere
Candelaria Molfese wurde im Januar 1991 in Buenos Aires als jüngste von vier Schwestern geboren. Ihre künstlerische Laufbahn begann sie sehr früh, da sie bereits mit jungen Jahren Klavier- und Gesangsunterricht nahm. Sie war später in einigen Theaterstücken wie Pocahontas und Herkules zu sehen.
Internationale Bekanntheit erlangte Molfese durch die Rolle der Camila Torres in der Disney-Channel-Telenovela Violetta, in der sie von 2012 bis 2015 zu sehen war. Auf den dazugehörigen Soundtracks Violetta – Der Original-Soundtrack zur TV-Serie, Cantar es lo que soy, Hoy Somos más und Violetta en vivo war sie ebenfalls zu hören.
Von 2014 bis 2020 war sie mit Ruggero Pasquarelli liiert, den sie bei den Dreharbeiten zu Violetta kennenlernte. Zusammen betrieben sie den YouTube-Kanal „Ruggelaria“.
Seit 2016 moderiert sie zusammen mit Agus Sierra und Mika Vazquez die Talkshow Fans en Vivo, wo unter anderem auch Stars wie Sabrina Carpenter zu Gast waren.
2015 unterzeichnete Cande einen Modelvertrag bei Armodelsagency und modelte unter anderem für die Miux Shoes Kampagne.
2016 Modelte Molfese zusammen mit Alba Rico noch für die Guillermina Regalado Kampagne.
Ende 2016 ist sie das Gesicht von Sweet Victorian.

## Filmografie
- 2012–2015: Violetta
- 2016: Fans en Vivo
- 2017: Quiero vivir a tu lado (Fernsehserie in Argentinien)
- 2017: Soy Luna (Fernsehserie)
- seit 2017: Etiquetados
- 2017: Soy ander (Webserie)
- 2018: Bruno Motoneta
- 2018: La Voz Argentina
- 2019: Te pido un taxi
- 2019: La llamada (Theater)

## Diskografie
Soundtracks
- 2012: Violetta
- 2012: Cantar es lo que soy
- 2013: Hoy Somos más
- 2013: Violetta en vivo
- 2018: Alive